# Kaskasatjåkka
Kaskasatjåkka es el nombre que recibe una montaña en el extremo norte del país europeo de Suecia, que alcanza una elevación de 2.076 metros sobre el nivel del mar. Su punto más alto está situado a unos tres kilómetros al norte de los refugios de montaña y una estación de investigación en el Valle Tarfala.